# Мельниченко Віталій Володимирович
Віта́лій Володи́мирович Мельниче́нко (нар. 07.01.1993, м. Черкаси) — старший солдат Збройних сил України, служив у 95 ОДШБр.

## Служба в ЗСУ
Протягом 2012-2013 роках проходив строкову службу в 95-тій окремій десантно-штурмовій бригаді у Житомирі. У квітні 2014 року за власним бажанням мобілізувався до цього підрозділу, який було направлено до зони проведення АТО. Служив кулеметником КПВТ. 3 червня 2014 року під час виконання бойового завдання зі знищення укріпленого опорного пункту терористів у Семенівці, на околиці міста Слов'янська, отримав поранення. Під час цього бою загинув його командир батальйону Тарас Сенюк та ще двоє військовослужбовців..

## Нагороди
- За особисту мужність і високий професіоналізм, виявлені у захисті державного суверенітету та територіальної цілісності України, вірність військовій присязі нагороджений орденом «За мужність» III ступеня (6.1.2016).[2][3][4]
- Відзнака начальника Генерального штабу — Головнокомандувача Збройних Сил України (2016)[5][6][7]
- Указом Президента України № 93/2020 від 18 березня 2020 року за «особисту мужність, виявлену у захисті державного суверенітету та територіальної цілісності України, самовіддане служіння Українському народу» нагороджений орденом За мужність III ступеня[8].